# "Ångra dig, Harlekin!" sade Ticktackmannen
"Ångra dig, Harlekin!" sade Ticktackmannen är en novell med science fictiontema skriven av den amerikanske författaren Harlan Ellison, som publicerades i december 1965 i Galaxy Science Fiction. Handlingen är icke-linjär på så sätt att den börjar i mitten, sen går tillbaka till början och slutligen avslutas utan användandet av flashbacks. "Ångra dig, Harlekin!" sade Ticktackmannen skrevs av Ellison 1965 under en sextimmars session, för att skickas in som ett bidrag till Milford Writer's Workshop nästkommande dag. Ellison har även läst in novellen på vinylskiva och den har släppts i serietidningsformat. Sedan den först publicerades har "Ångra dig, Harlekin!" sade Ticktackmannen vunnit utmärkelserna Nebula Award for Best Short Story (1966), Hugo Award for Best Short Story (1966) och Prometheus Hall of Fame Award (2015).
På svenska har novellen publicerats bland annat i antologin Framtiden inför rätta (1984), utgiven av Timbro Förlag. Som redaktör stod John-Henri Holmberg och illustratör var Nicolas Križan. 